# Quimeriformes

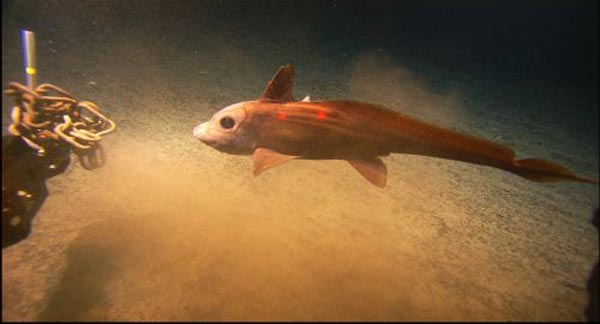
Um espécime de profundidade de Hydrolagus sp

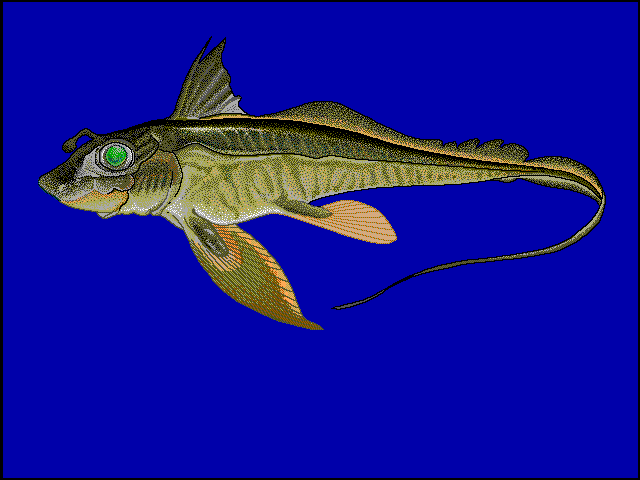
Chimaera monstrosa, uma espécie das regiões abissais

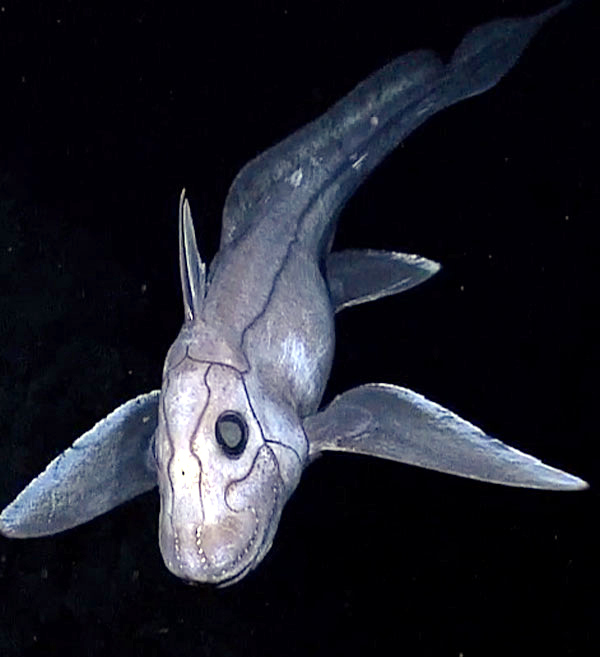
Quimera de águas profundas fotografas pelo NOAAS Okeanos Explorer. Estão visíveis no focinho os pequenos poros que conduzem às células electrorreceptoras

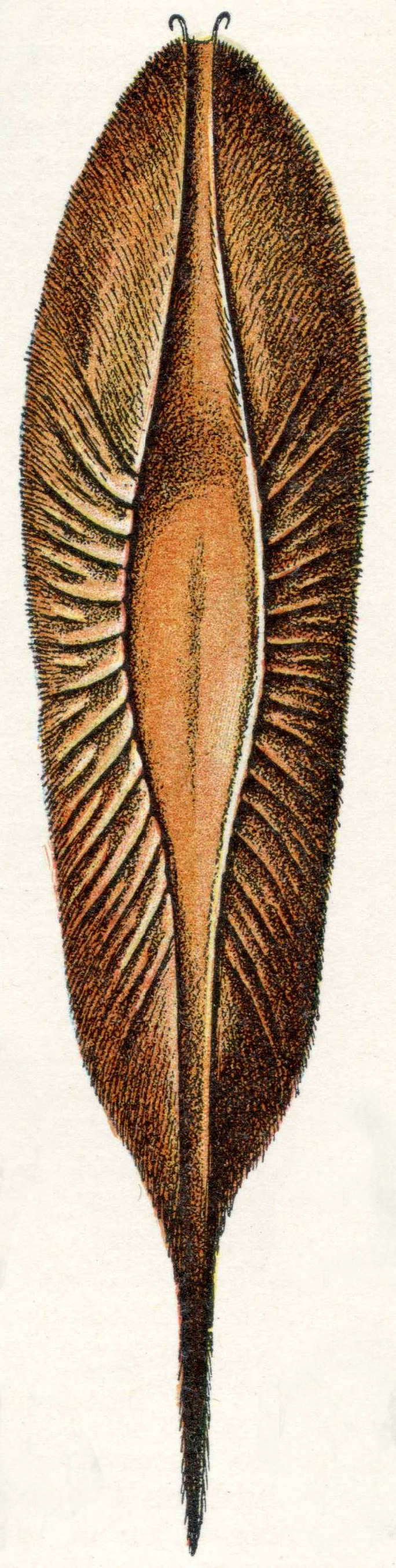
Cápsula de ovo de uma quimera (Quimeriformes)

Os Quimeriformes (em latim científico, Chimaeriformes) constituem uma ordem de peixes cartilaginosos pertencente à subclasse Holocephali, integrante da classe Chondrichthyes, que inclui as espécies conhecidas pelo nome comum de quimeras (por vezes tubarões-fantasma). O grupo constitui a única ordem da subclasse monotípica Holocephali (do grego holo, todo + cephalo, cabeça). O táxon, que apresenta uma relação filogenética próxima com os tubarões e as raias, agrupa cerca de 39 espécies extantes (viventes), todas marinhas, sendo que a maioria vive nas regiões profundas dos oceanos, onde são raramente observadas.

## Descrição
Este grupo de peixes de média dimensão (com adultos que chegam a atingir 1,5 m de comprimento total) pertencem a um táxon que já constituiu, há muito tempo, um grupo "diverso e abundante" (baseado no registo fóssil), sendo que os seus parentes vivos mais próximos são os tubarões, embora o seu último ancestral comum com os tubarões tenha vivido há cerca de 400 milhões de anos. No presente o grupo está maioritariamente confinado às águas marinhas profundas, sendo que muitas espécies têm como habitat a região abissal dos oceanos.
Os membros deste agrupamento taxonómico medem em geral menos de um metro de comprimento corporal e são encontrados maioritariamente nas águas profundas dos mares temperados do hemisfério norte, chegando aos 2600 m de profundidade, com poucas espécies ocorrendo em profundidades menores do que 200 m. As excepções incluem as espécies do género Callorhinchus e os peixes conhecidas por peixe-coelho (Chimaera monstrosa) e ratão-manchado (Hydrolagus colliei), que localmente podem ser encontradas em águas relativamente pouco profundas. Consequentemente, estes também estão entre as poucas espécies da ordem quimeriforme que podem ser mantidas em aquários públicos.
As espécies desta subclasse apresentam corpos macios e alongados, com uma cabeça volumosa e uma única abertura para as guelras (opérculo). Crescem até aos 150 cm de comprimento, embora nessa extensão esteja incluída a cauda alongada encontrada em algumas espécies. Em muitas espécies, o focinho é modificada para albergar um alongado órgão sensorial capaz de detectar campos eléctricos. Possuem enormes olhos que os auxiliam na busca pelo alimento, uma vez que a tais profundidades a luz solar é praticamente inexistente.
Tal como os outros membros da classe Chondrichthyes, o esqueleto das quimeras é constituído por cartilagem. A pele é lisa e em grande parte recoberta por escamas placóides, com coloração pode variar do preto ao cinza-acastanhada. Para defesa, a maioria das quimeras apresenta um espinho dorsal venenoso à frente da barbatana dorsal.
Apresentam fecundação interna como todos os peixes cartilaginosos, no que se assemelham aos tubarões e tal como estes empregam cláspers para fertilização interna da fêmea. Também os ovos são similares, apresentando uma película externa coreácea. Tal como os tubarões, as quimeras também usam eletrorrecepção para encontrar suas presas, alimentando-se de camarões, moluscos, gastrópodes e ouriços-do-mar.
Apesar das semelhanças, as quimeras diferem dos tubarões pelas suas maxilas superiores, que estão fundidos com o crânio, e por apresentarem aberturas anais e urogenitais separadas. Não apresentam os numerosos dentes afiados e substituíveis típicos dos tubarões, tendo, em vez disso apenas três pares de grandes placas permanentes de dentes masticatórios. Apresentam as guelras cobertas por um opérculo semelhante ao dos peixes ósseos.
Outra diferença em relação aos tubarões resulta da presença na parte frontal da cabeça das quimeras macho de um clásper retráctil, formando um apêndice sexual semelhante a um tentáculo. Os machos também apresentam clásperes à frente da barbatana pélvica. As fêmeas produzem ovos fusiformes recobertos por uma bolsa coreácea.
Como ocorre com outros grupos de peixes, as quimeras são os organismos hospedeiro de um número elevado de espécies de parasitas dos peixes. A espécie Chimaericola leptogaster (Allomicrocotylidae) é um parasita do grupo Monogenea das guelras de Chimaera monstrosa, podendo alcançar 50 mm de comprimento.

## Filogenia e classificação

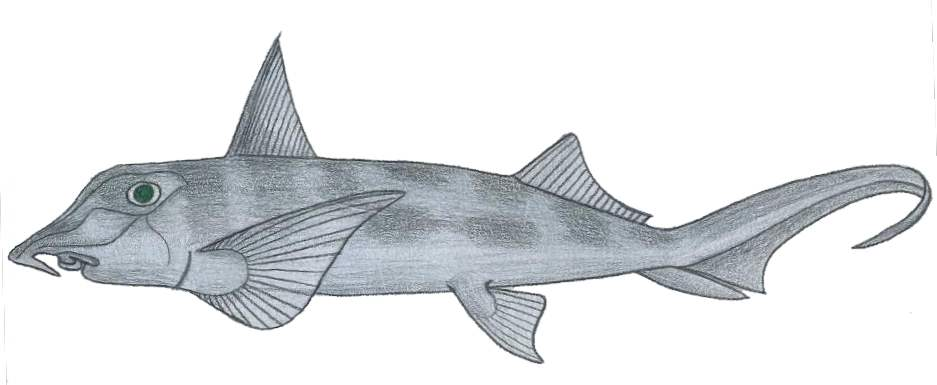
Callorhinchus callorynchus

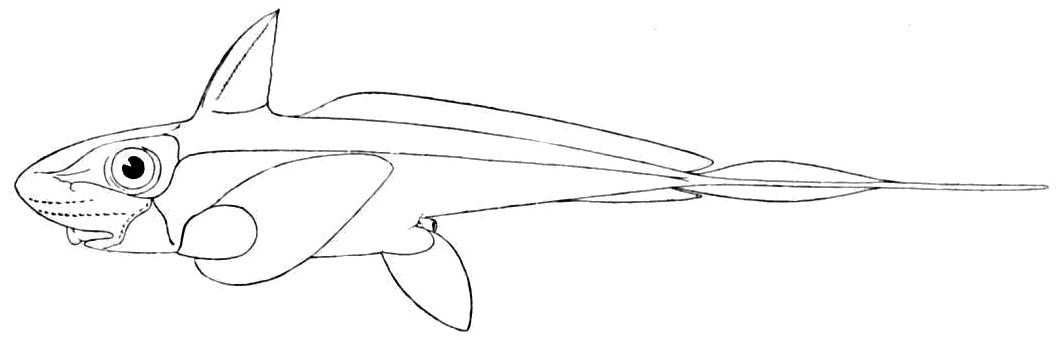
Chimaera monstrosa

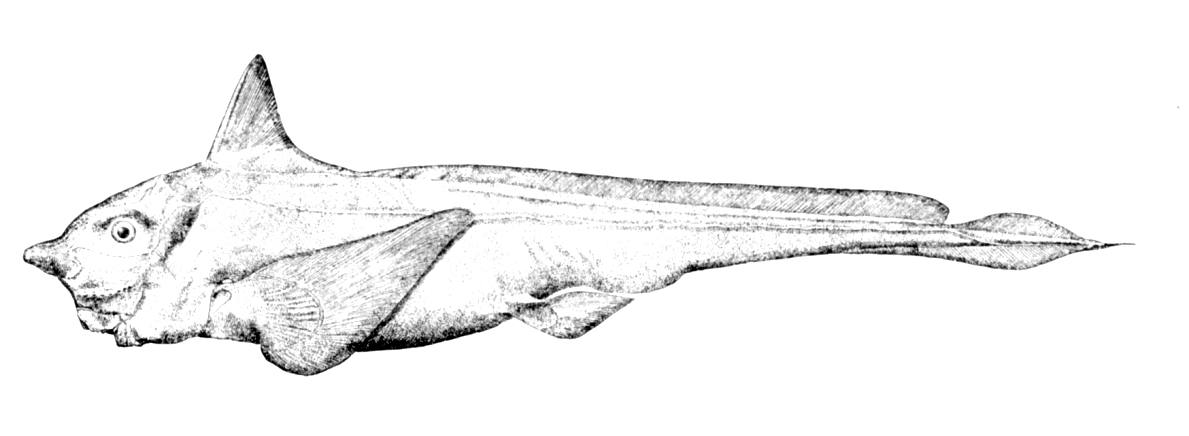
Hydrolagus affinis

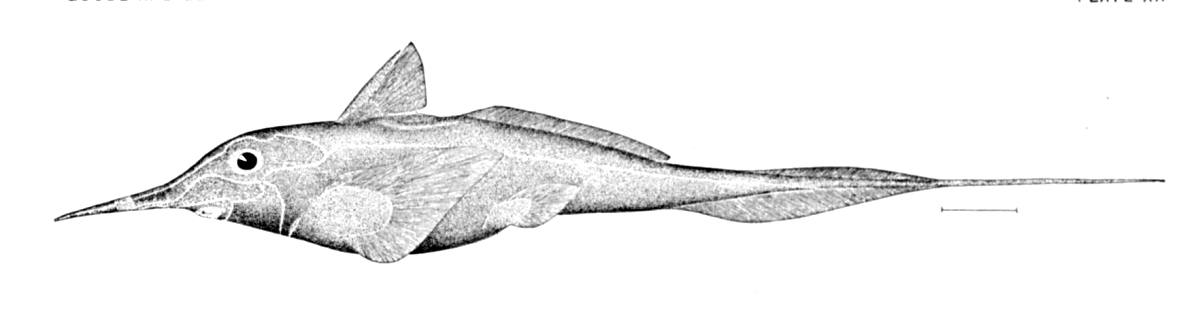
Harriotta raleighana

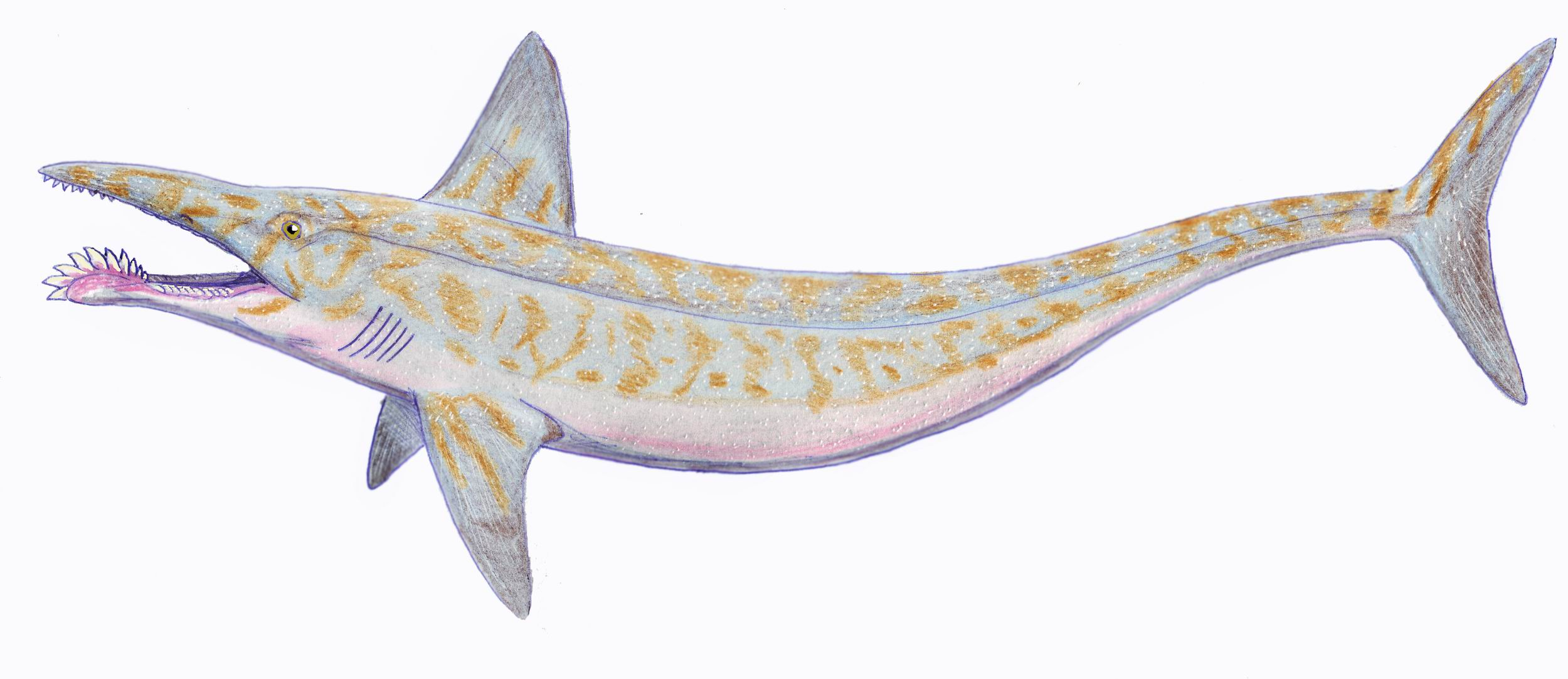
Reconstituição aproximada de um dos estranhos Eugeneodontida fósseis, neste caso do género Parahelicoprion, com a mandíbula inferior com uma bateria de dentes do tipo espiral, provavelmente mais relacionado com as quimeras do que com os tubarões

Traçar a evolução destas espécies deste grupo taxonómico tem sido problemática, dada a escassez de bons fósseis. Dada a pobreza do registo fóssil, as sequências de DNA tornaram-se a abordagem preferida para a compreensão do processo de especiação entre as quimeras.
A ordem parece ter-se originado há cerca de 420 milhões de anos, durante o Permiano. As 39 espécies extantes conhecidas enquadram-se em três famílias: Callorhinchidae, Rhinochimaeridae, e Chimaeridae. A família Callorhinchidae é considerada como sendo o clade mais basal. As famílias parecem ter divergido durante o final Cretáceo e o início do Jurássico (há 170-120 Ma).
Em algumas classificações, as quimeras estão incluídas (como a subclasse Holocephali) na classe Chondrichthyes de peixes cartilaginosos. Em outros sistemas, esta distinção pode ser elevado para o nível de classe. As quimeras apresentam algumas características que apenas ocorrem entre os peixes ósseos (Osteichthyes).
Um esforço renovado para explorar águas profundas do oceanos e de proceder à análise taxonómica de espécimes conservados em colecções de museus levou a um rápido crescimento durante a primeira década do século XXI no número de novas espécies identificadas. Na sua presente circunscrição taxonómica, o grupo integra cerca de 40 espécies, repartidas por 6 géneros e 4 famílias. Para além disso, estão descritas três categorias adicionais (incluindo o género extinto Ischyodus) e duas famílias só conhecidos a partir de fósseis.
Desse esforço de análise taxonómica e do recurso às modernas técnicas da biologia molecular resultou claro que os quimeriformes são o único táxon extante da ordem Holocephali, uma subclasse dos Chondrichthyes. Os Holocephali foram durante o Carbónico um grupo de peixes rico em espécies, ao ponto de na época constituírem uma grande parte da fauna piscícola dos oceanos. Para além da superordem Holocephalimorpha, que inclui as quimeras e alguns grupos extintos que compartilhavam a característica de apresentarem placas dentárias, o agrupamento taxonómico incluía vários grupos e ordens com dentes semelhantes a tubarões que eram constantemente substituídos. O enquadramento filogenético do grupo no contexto dos Chondrichthyes (peixes cartilagíneos) é representado pelo seguinte cladograma:
|                   | Holocephali basais |
|                   | |
| Holocephalimorpha | \| \| Psammodontiformes † \| \| \| \| \| \| Copodontiformes † \| \| \| \| \| \| Chondrenchelyiformes † \| \| \| \| \| \| Cochliodontiformes † \| \| \| \| \| \| Quimeriformes (quimeras e similares) \| \| \| \| |
|                   | \| \| Psammodontiformes † \| \| \| \| \| \| Copodontiformes † \| \| \| \| \| \| Chondrenchelyiformes † \| \| \| \| \| \| Cochliodontiformes † \| \| \| \| \| \| Quimeriformes (quimeras e similares) \| \| \| \| |
|                   | Psammodontiformes † |
|                   | |
|                   | Copodontiformes † |
|                   | |
|                   | Chondrenchelyiformes † |
|                   | |
|                   | Cochliodontiformes † |
|                   | |
|                   | Quimeriformes (quimeras e similares) |
|                   | |

|  | Psammodontiformes †                  |
|  |                                      |
|  | Copodontiformes †                    |
|  |                                      |
|  | Chondrenchelyiformes †               |
|  |                                      |
|  | Cochliodontiformes †                 |
|  |                                      |
|  | Quimeriformes (quimeras e similares) |
|  |                                      |

|                   | Holocephali basais |
|                   | |
| Holocephalimorpha | \| \| Psammodontiformes † \| \| \| \| \| \| Copodontiformes † \| \| \| \| \| \| Chondrenchelyiformes † \| \| \| \| \| \| Cochliodontiformes † \| \| \| \| \| \| Quimeriformes (quimeras e similares) \| \| \| \| |
|                   | \| \| Psammodontiformes † \| \| \| \| \| \| Copodontiformes † \| \| \| \| \| \| Chondrenchelyiformes † \| \| \| \| \| \| Cochliodontiformes † \| \| \| \| \| \| Quimeriformes (quimeras e similares) \| \| \| \| |
|                   | Psammodontiformes † |
|                   | |
|                   | Copodontiformes † |
|                   | |
|                   | Chondrenchelyiformes † |
|                   | |
|                   | Cochliodontiformes † |
|                   | |
|                   | Quimeriformes (quimeras e similares) |
|                   | |

|  | Psammodontiformes †                  |
|  |                                      |
|  | Copodontiformes †                    |
|  |                                      |
|  | Chondrenchelyiformes †               |
|  |                                      |
|  | Cochliodontiformes †                 |
|  |                                      |
|  | Quimeriformes (quimeras e similares) |
|  |                                      |

|                   | Holocephali basais |
|                   | |
| Holocephalimorpha | \| \| Psammodontiformes † \| \| \| \| \| \| Copodontiformes † \| \| \| \| \| \| Chondrenchelyiformes † \| \| \| \| \| \| Cochliodontiformes † \| \| \| \| \| \| Quimeriformes (quimeras e similares) \| \| \| \| |
|                   | \| \| Psammodontiformes † \| \| \| \| \| \| Copodontiformes † \| \| \| \| \| \| Chondrenchelyiformes † \| \| \| \| \| \| Cochliodontiformes † \| \| \| \| \| \| Quimeriformes (quimeras e similares) \| \| \| \| |
|                   | Psammodontiformes † |
|                   | |
|                   | Copodontiformes † |
|                   | |
|                   | Chondrenchelyiformes † |
|                   | |
|                   | Cochliodontiformes † |
|                   | |
|                   | Quimeriformes (quimeras e similares) |
|                   | |

|  | Psammodontiformes †                  |
|  |                                      |
|  | Copodontiformes †                    |
|  |                                      |
|  | Chondrenchelyiformes †               |
|  |                                      |
|  | Cochliodontiformes †                 |
|  |                                      |
|  | Quimeriformes (quimeras e similares) |
|  |                                      |

|                   | Holocephali basais |
|                   | |
| Holocephalimorpha | \| \| Psammodontiformes † \| \| \| \| \| \| Copodontiformes † \| \| \| \| \| \| Chondrenchelyiformes † \| \| \| \| \| \| Cochliodontiformes † \| \| \| \| \| \| Quimeriformes (quimeras e similares) \| \| \| \| |
|                   | \| \| Psammodontiformes † \| \| \| \| \| \| Copodontiformes † \| \| \| \| \| \| Chondrenchelyiformes † \| \| \| \| \| \| Cochliodontiformes † \| \| \| \| \| \| Quimeriformes (quimeras e similares) \| \| \| \| |
|                   | Psammodontiformes † |
|                   | |
|                   | Copodontiformes † |
|                   | |
|                   | Chondrenchelyiformes † |
|                   | |
|                   | Cochliodontiformes † |
|                   | |
|                   | Quimeriformes (quimeras e similares) |
|                   | |

|  | Psammodontiformes †                  |
|  |                                      |
|  | Copodontiformes †                    |
|  |                                      |
|  | Chondrenchelyiformes †               |
|  |                                      |
|  | Cochliodontiformes †                 |
|  |                                      |
|  | Quimeriformes (quimeras e similares) |
|  |                                      |

Por sua vez, os quimeriformes subdividem-se em 3 famílias, cada uma delas com 2-3 géneros, agrupando as cerca de 49-55 espécies conhecidas. Para além disso estão propostas três outras famílias, conhecidas apenas do registo fóssil. A estrutura filogenética interna dos quimeriformes, de acordo com estudos recentes, pode ser representada pelo seguinte cladograma:

|  | Chimaera   |
|  |            |
|  | Hydrolagus |
|  |            |

|  | Neoharriotta                                                |
|  |                                                             |
|  | \| \| Harriotta \| \| \| \| \| \| Rhinochimaera \| \| \| \| |
|  |                                                             |
|  | Harriotta                                                   |
|  |                                                             |
|  | Rhinochimaera                                               |
|  |                                                             |

|  | Harriotta     |
|  |               |
|  | Rhinochimaera |
|  |               |

|  | Chimaera   |
|  |            |
|  | Hydrolagus |
|  |            |

|  | Neoharriotta                                                |
|  |                                                             |
|  | \| \| Harriotta \| \| \| \| \| \| Rhinochimaera \| \| \| \| |
|  |                                                             |
|  | Harriotta                                                   |
|  |                                                             |
|  | Rhinochimaera                                               |
|  |                                                             |

|  | Harriotta     |
|  |               |
|  | Rhinochimaera |
|  |               |

|  | Chimaera   |
|  |            |
|  | Hydrolagus |
|  |            |

|  | Neoharriotta                                                |
|  |                                                             |
|  | \| \| Harriotta \| \| \| \| \| \| Rhinochimaera \| \| \| \| |
|  |                                                             |
|  | Harriotta                                                   |
|  |                                                             |
|  | Rhinochimaera                                               |
|  |                                                             |

|  | Harriotta     |
|  |               |
|  | Rhinochimaera |
|  |               |

|  | Chimaera   |
|  |            |
|  | Hydrolagus |
|  |            |

|  | Neoharriotta                                                |
|  |                                                             |
|  | \| \| Harriotta \| \| \| \| \| \| Rhinochimaera \| \| \| \| |
|  |                                                             |
|  | Harriotta                                                   |
|  |                                                             |
|  | Rhinochimaera                                               |
|  |                                                             |

|  | Harriotta     |
|  |               |
|  | Rhinochimaera |
|  |               |

A estrutura filogenética atrás apresentada corresponde às subordens e famílias:
- Subordem Chimaeroidei
  - Família Callorhinchidae (3 espécies)
  - Família Chimaeridae (44 a 45 espécies)
  - Família Rhinochimaeridae (8 espécies)
- Subordem Echinochimaeroidei †
  - Família Echinochimaeridae †
- Subordem Myriacanthoidei †
  - Família Chimaeropsidae †
  - Família Myriacanthidae †

Considerando exclusivamente as espécies extantes (subordem Chimaeroidei), a classificação mais consensual aponta para a existência das seguintes famílias e géneros:
- Família Callorhinchidae Garman, 1901
  - Género Callorhinchus Lacépède, 1798
    - Callorhinchus callorynchus Linnaeus, 1758
    - Callorhinchus capensis A. H. A. Duméril, 1865
    - Callorhinchus milii Bory de Saint-Vincent, 1823
- Família Chimaeridae Bonaparte, 1831
  - Género Chimaera Linnaeus, 1758
    - Chimaera argiloba Last, W. T. White & Pogonoski, 2008
    - Chimaera bahamaensis Kemper, Ebert, Didier & Compagno, 2010
    - Chimaera cubana Howell-Rivero, 1936
    - Chimaera fulva Didier, Last & W. T. White, 2008
    - Chimaera jordani S. Tanaka (I), 1905
    - Chimaera lignaria Didier, 2002
    - Chimaera macrospina Didier, Last & W. T. White, 2008
    - Chimaera monstrosa Linnaeus, 1758
    - Chimaera notafricana Kemper, Ebert, Compagno & Didier, 2010
    - Chimaera obscura Didier, Last & W. T. White, 2008
    - Chimaera opalescens Luchetti, Iglésias & Sellos, 2011
    - Chimaera owstoni S. Tanaka (I), 1905
    - Chimaera panthera Didier, 1998
    - Chimaera phantasma Jordan & Snyder, 1900

  - Género Hydrolagus Gill, 1863
    - Hydrolagus affinis Brito Capello, 1868
    - Hydrolagus africanus Gilchrist, 1922
    - Hydrolagus alberti Bigelow & Schroeder, 1951
    - Hydrolagus alphus Quaranta, Didier, Long & Ebert, 2006
    - Hydrolagus barbouri Garman, 1908
    - Hydrolagus bemisi Didier, 2002
    - Hydrolagus colliei Lay & E. T. Bennett, 1839
    - Hydrolagus deani H. M. Smith & Radcliffe, 1912
    - Hydrolagus eidolon Jordan & Hubbs, 1925
    - Hydrolagus homonycteris Didier, 2008
    - Hydrolagus lemures Whitley, 1939
    - Hydrolagus lusitanicus Moura, Figueiredo, Bordalo-Machado, Almeida & Gordo, 2005
    - Hydrolagus macrophthalmus de Buen, 1959
    - Hydrolagus marmoratus Didier, 2008
    - Hydrolagus matallanasi Soto & Vooren, 2004
    - Hydrolagus mccoskeri Barnett, Didier, Long & Ebert, 2006
    - Hydrolagus melanophasma K. C. James, Ebert, Long & Didier, 2009
    - Hydrolagus mirabilis Collett, 1904
    - Hydrolagus mitsukurii Jordan & Snyder, 1904
    - Hydrolagus novaezealandiae Fowler, 1911
    - Hydrolagus ogilbyi Waite, 1898
    - Hydrolagus pallidus Hardy & Stehmann, 1990
    - Hydrolagus purpurescens Gilbert, 1905
    - Hydrolagus trolli Didier & Séret, 2002
    - Hydrolagus waitei Fowler, 1907
- Família Rhinochimaeridae Garman, 1901
  - Género Harriotta Goode & Bean, 1895
    - Harriotta haeckeli Karrer, 1972
    - Harriotta raleighana Goode & Bean, 1895

  - Género Neoharriotta Bigelow & Schroeder, 1950
    - Neoharriotta carri Bullis & J. S. Carpenter, 1966
    - Neoharriotta pinnata Schnakenbeck, 1931
    - Neoharriotta pumila Didier & Stehmann, 1996

  - Género Rhinochimaera Garman, 1901
    - Rhinochimaera africana Compagno, Stehmann & Ebert, 1990
    - Rhinochimaera atlantica Holt & Byrne, 1909
    - Rhinochimaera pacifica Mitsukuri, 1895

### Quimera de 40 cm
Foi encontrada na costa brasileira uma espécie de quimera com um gancho e vários sensores para auxiliar na percepção da presença de outros seres. É a menor quimera registrada - com cerca de 40 centímetros - possui seis placas dentárias semelhantes às do coelho, barbatanas cartilaginosas e fibrosas. Foi encontrada a cerca de 400 e 750 metros de profundidade. O estudo da espécie foi iniciado em 2002 por Jules Marcelo Rosa Soto e se encontra no acervo do Museu Oceanográfico Univali, que publicou o artigo em uma revista internacional chamada Zootaxa. A espécie foi nomeada Hydrolagus matallanasi.